# Ermita de la Purísima Concepción (El Esparragal)
La ermita de la Purísima Concepción está situada en la población de El Esparragal (Puerto Lumbreras (Región de Murcia). Fue construida en honor a la Purísima Concepción, cuya festividad se celebra el 8 de diciembre.
La ermita fue fundada el 11 de agosto de 1826. Como otras ermitas del campo de Lorca y Nogalte, ha sido objeto de diferentes reformas hasta adquirir su actual configuración arquitectónica y estilística.

## Historia
La ermita fue erigida gracias a la donación realizada por una vecina de la diputación de El Esparragal, María de la Concepción Sánchez López, que cedió un terreno y un pajar de su propiedad, edificio que posteriormente fue transformado para la edificación de la Ermita. La donación fue formalizada mediante escritura ante notario, señalándose en esta que habría de llevar la ermita el nombre de la otorgante y llamarse La Concepción y que esta sería su patrona. 

La obra fue financiada por las aportaciones realizadas por vecinos de esta diputación, para evitar así tener que desplazarse a Puerto Lumbreras.

## Arquitectura

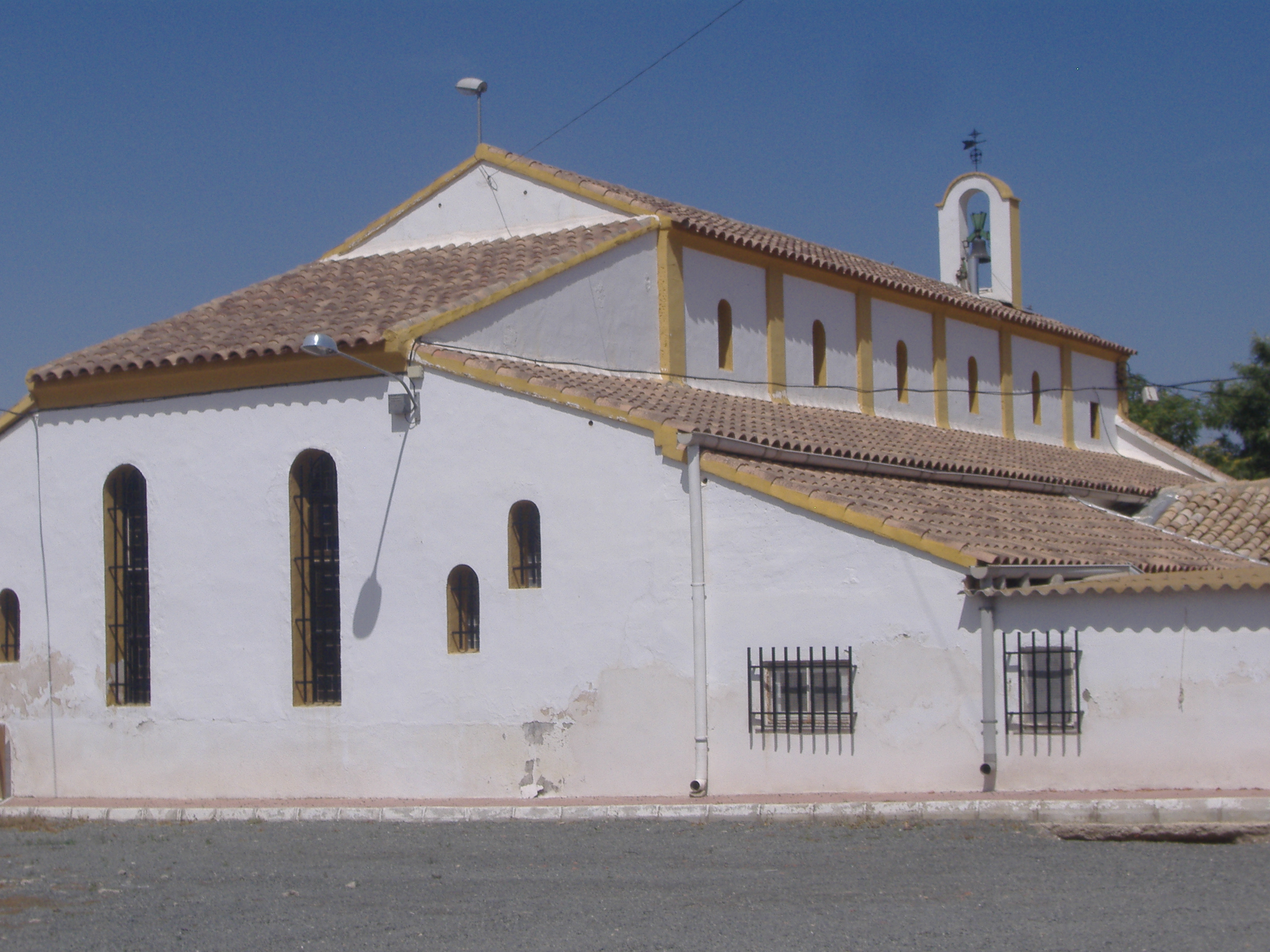
Vista trasera

La Ermita del Esparragal presenta unas características constructivas similares a las de otras ermitas rurales del campo de Lorca. Se trata de un edificio sencillo, de planta rectangular, de 24 metros de largo por 15 de ancho, cubierta a dos aguas, nave única, encalada al exterior en blanco resaltando en dorado los elementos arquitectónicos (puertas, ventanas, espadaña y cornisas). Rematando la fachada hay una espadaña sencilla con campana suspendida. El tímpano está decorado con azulejería que representa a la Purísima Concepción.

## Fiestas
El 8 de diciembre tienen lugar en la Ermita numerosos actos con motivo del día grande de las fiestas del Esparragal, como la ofrenda de flores a la Purísima una misa solemne o la procesión en honor a la patrona, desde la ermita hasta la localidad próxima La Estación, parando ante los altares situados en el recorrido y en los que la cuadrilla de ánimas de la localidad improvisa coplas dedicadas a familiares y difuntos de diferentes casas a cambio de limosnas entregadas por los interesados.